# فنسنت منساه
فنسنت منساه (بالفرنسية: Vincent Mensah)‏ هو كاهن كاثوليكي بنيني، ولد في 19 يوليو 1924 في كوتونو في بنين، وتوفي في 10 مارس 2010 في باريس في فرنسا.